# Albert Marier
Albert Marier (né le 5 janvier 1895 à Haverhill / Massachusetts et mort le 30 janvier 1971 à Montréal) est un chanteur canadien.

## Biographie
Fils d'un journaliste, il grandit à Ottawa. C'est là qu'il commence à chanter et où il suit des cours de solfège. Il déménage à Montréal vers 1914. Il travaille dans cette ville pendant trente-sept ans en tant que vendeur pour un concessionnaire de systèmes de chauffage. C'est aussi l'un des premiers chanteurs à s'illustrer dans ce nouveau média qu'incarne la radiodiffusion.
Il signe un contrat en 1928 avec Starr, la maison de disques. Dirigé par son ami Roméo Beaudry, ce dernier produit avec lui certaines de ces chansons les plus connus comme « Alouette, n'aie pas peur de moi », « Chaque fois qu'on dit je t'aime », « À quoi bon », « Sur les genoux de ma mère », « Si Suzon savait » et « Ça devait durer toujours ». Avec plus de 170 enregistrements originaux, Marier est considéré comme l'un des musiciens les importants de cette époque. Il poursuit sa carrière même dans le contexte de la Grande Dépression.
Dans les années 1930, il devient membre du Quatuor du Saguenay, un ensemble consacré à la musique folklorique. Après plusieurs années, il met un terme à sa carrière de musicien professionnel et se consacre à son travail de représentant commercial. Il revient à la chanson à l'occasion, notamment avec le chœur de l'église Notre-Dame-de-Grâce et l'organiste Paul Doyon sous la direction de Jean-Marie Magnan.